# 文化落脚青年组
文化落脚青年组，简称文化落脚，是广东省揭阳市的潮汕文化保护组织，2020年由潮汕青年林蒋新发起。其中“落脚”为停留之意，其宗旨在于保留与发展揭阳古城文化。

## 历史
2017年，大学毕业后的林蒋新回到揭阳市，并在中山路经营一家名为“厝客厅”的咖啡店，其装潢保留了潮汕民居的古早风格。2020年，他与其他同好成立文化落脚青年组，同时文化落脚也会在节日期间举办活动。

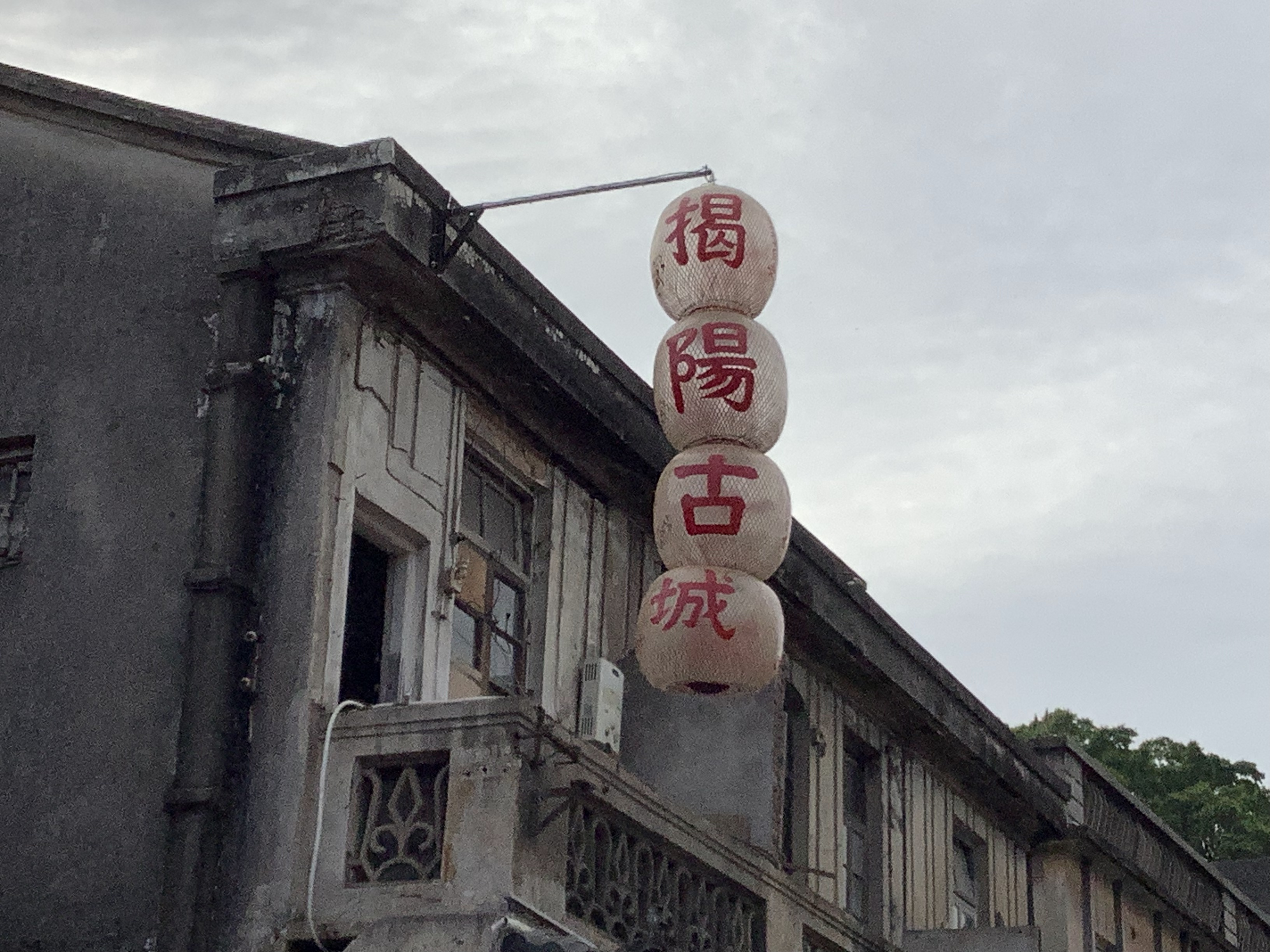
思贤路悬挂的“揭阳古城”灯笼。
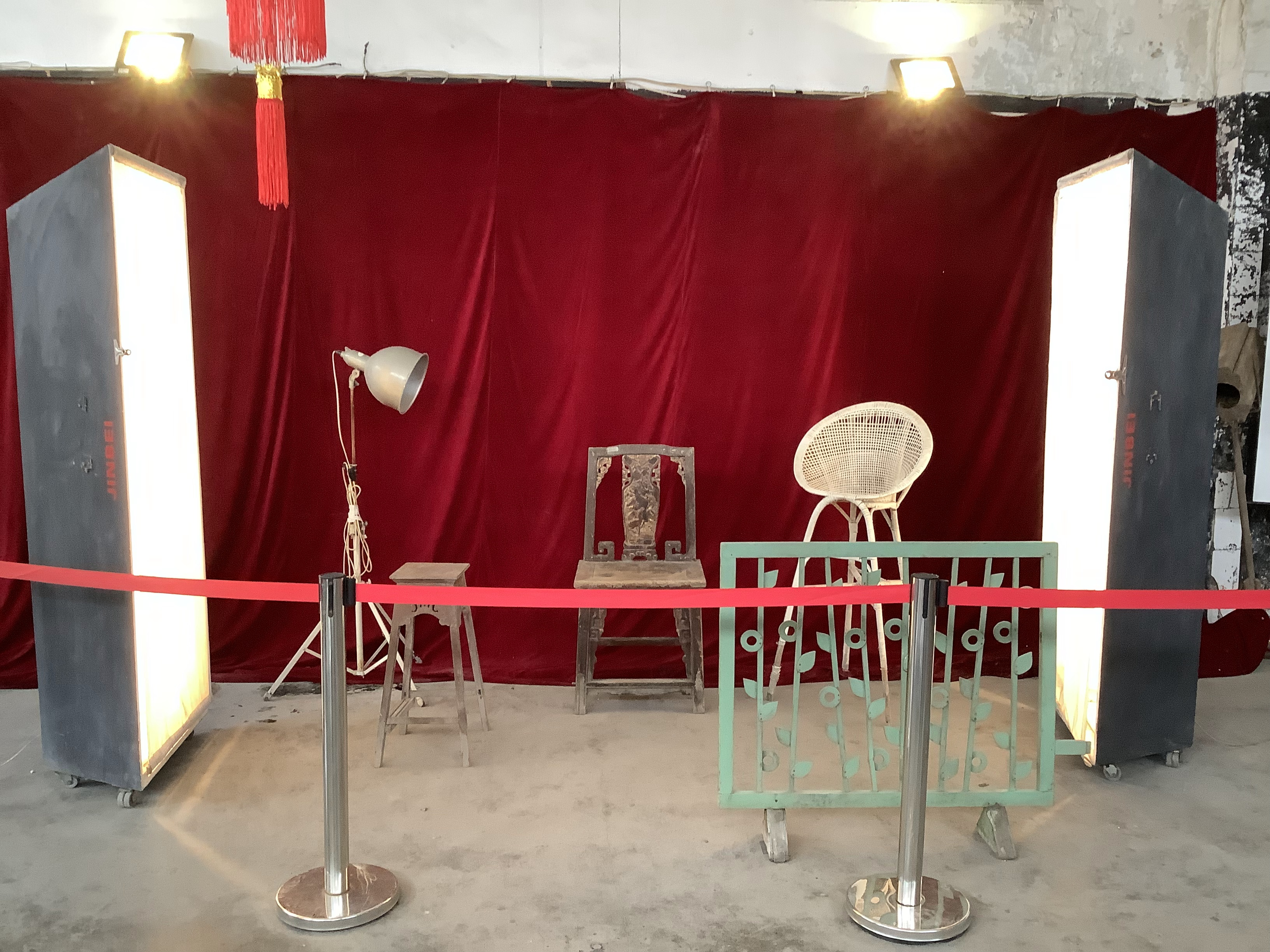
2024年2月，文化落脚在工农照相馆举办的展览。